# 청리초등학교
청리초등학교는 대한민국 경상북도 상주시 청리면 청하리에 있는 공립 초등학교이다.

## 학교 연혁
- 1924년 9월 1일 청리공립보통학교(4년제) 개교(청하리 908)설립인가 4월 1일
- 1929년 3월 1일 6년제로 개편
- 1938년 4월 1일 교명 변경[1](청리공립심상소학교)
- 1941년 4월 1일 현 위치로 이전, 교명 변경[2](청리공립국민학교)
- 1968년 4월 10일 본관 교사 개축
- 1968년 8월 15일 2층 교실 증축 완공
- 1981년 3월 4일 병설유치원 개원
- 1984년 9월 10일 개교 60주년 기념행사
- 1996년 3월 1일 청리초등학교로 개칭[3]
- 2012년 3월 1일 농산어촌전원학교 운영
- 2019년 9월 1일 제31대 임병찬 교장 부임
- 2020년 2월 7일 제93회 졸업식(총 8440명)
- 2020년 3월 1일 초등 6학급, 도움 1학급, 유치원 1학급 편성

## 참고 자료
- 청리초등학교 - 한국교육학술정보원 학교알리미